# Nicolas Berggruen
Nicolas Berggruen (nacido el 10 de agosto de 1961) es inversor y filántropo. Posee la doble nacionalidad alemana y estadounidense y es el fundador y presidente de Berggruen Holdings, una empresa privada de inversión, y del Instituto Berggruen, un think tank que trabaja en temas de gobernanza. Su padre creó el Museo Berggruen de Berlín. 

## Educación y carrera empresarial

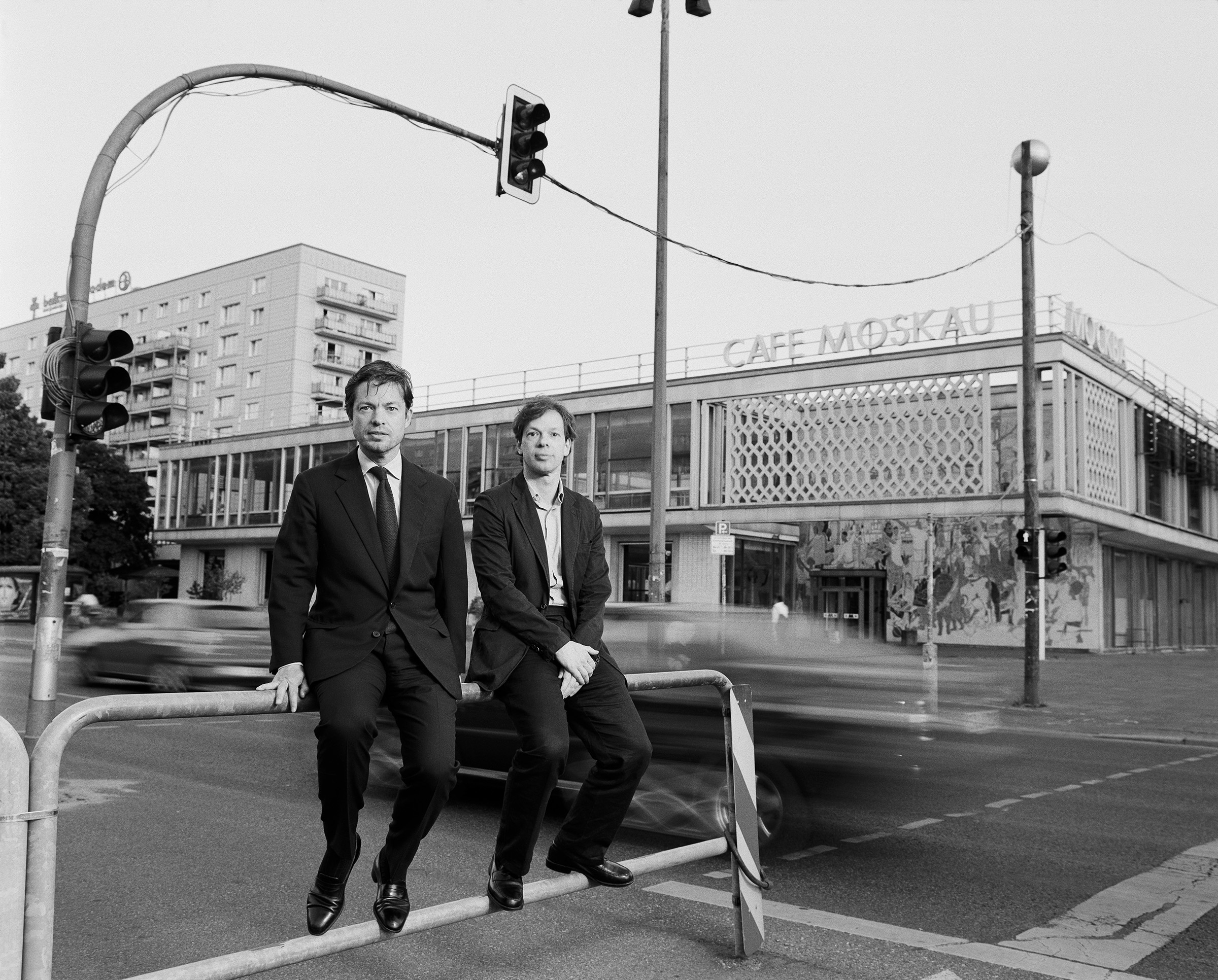
Nicolas Berggruen y Olivier Berggruen fotografiados por Oliver Mark, Berlín 2008

Berggruen, nacido en París, es hijo del coleccionista de arte Heinz Berggruen, y de la actriz alemana Bettina Moissi. Su abuelo materno fue el actor austriaco Aleksandër Moisiu. Berggruen se educó en la École Alsacienne de París y en el instituto Le Rosey, en Suiza, antes de completar un baccalauréat en 1978. Ese mismo año, a los 17, trabajó en prácticas en London Merchant Securities, hoy conocida como LMS Capital Plc. Posteriormente se licenció en Finanzas y Empresas Internacionales en la Universidad de Nueva York, en 1981. Más tarde trabajó para la compañía de inversión Bass Brothers Enterprises, en su departamento inmobiliario. Entre 1983 y 1987, Berggruen trabajó para Jacobson and Co.

### Carrera en inversiones
En Nueva York comenzó a levantar su fortuna, basada en un fondo fiduciario por valor de 250.000 dólares, comprando propiedades inmobiliarias antes de pasarse a las acciones, bonos y a carteras de inversiones privadas y fondos de capital riesgo y hedge funds. Fundó Berggruen Holdings, Inc. en 1984 para actuar como asesor de inversiones para un fondo de inversión de la familia Berggruen que ha realizado más de 50 inversiones directas en empresas desde su creación. En 1988, Berggruen y Julio Mario Santo Domingo, Jr. fundaron conjuntamente Alpha Investment Management, un hedge fund que fue vendido a Safra Bank en 2004. En la actualidad las inversiones que Berggruen controla a través de Berggruen Holdings están muy diversificadas, e incluyen los almacenes Karstadt en Alemania, los hoteles Keys en la India, la cadena de escuelas IEC College en California, y diversas empresas de energía, manufacturas, distribución, medios de comunicación e inmobiliarias. La revista Forbes ha estimado el valor neto de Berggruen en 2.300 millones de dólares.
Berggruen es miembro de la World Presidents' Organization y del consejo de administración de Prisa.
A través de Freedom Acquisitions – su primer vehículo de inversión que salió a bolsa en 2006. Berggruen compró una participación en el grupo de fondos de cobertura GLG Partners en 2007. En 2009, con su segundo fondo, Liberty Acquisitions, Berggruen adquirió Pearl Insurance, y en 2010, compró una participación mayoritaria en el grupo de medios de comunicación español Prisa, por un importe de $900 millones de dólares.
En 2011, junto a su socio Martin Franklin y el inversionista William Ackman, Berggruen lanzó su tercer vehículo de inversión, Justice Holding, una empresa que recaudó 900 millones de libras en su oferta pública inicial. En 2012, Justice Holdings tomó una participación de 881 millones de libras (29%) en Burger King Worldwide, Inc.
A mediados de la década del 2000, Berggruen Holdings comenzó a adquirir bienes inmobiliarios residenciales y comerciales en Tel Aviv, Berlín, Estambul y la costa oeste americana. En 2012 la compañía ya era dueña y operaba una cartera de más de 90 edificios en Berlín, Alemania. Berggruen trabajó con el arquitecto Richard Meier para diseñar un complejo de apartamentos de lujo en el bulevar Rothschild. En 2014, las inversiones en bienes raíces se convirtieron en la base de NBP Capital, empresa especializada en la gestión de inversiones, desarrollo, construcción, hostelería y servicios de gestión inmobiliaria.  En 2020, el valor de mercado de NBP Capital superó los mil millones de dólares.
Para el 2011 Berggruen Holdings tenía oficinas en Berlín, Estambul, Mumbai, Nueva York y Tel Aviv con nueve altos ejecutivos, poseía más de 30 compañías de diferentes sectores y clases de activos y estaba valorada en más de 1.500 millones de euros.

## Intereses políticos
En 2010, Berggruen fundó el Instituto Nicolas Berggruen, mediante el cual pretende desarrollar e implementar sistemas de gobernanza mundial más efectivos. A través del instituto, ha lanzado diversos proyectos de reforma del gobierno, incluyendo el 21st Century Council que centra su atención en los desafíos de la gobernanza global, el Council for the Future of Europe, para apoyar el trabajo hacia la integración europea, y el Think Long Committee for California, un comité con miembros de los dos grandes partidos de Estados Unidos dirigido a la reforma del sistema de gobernanza de California. 
El 21st Century Council se formó en 2011 para abordar deficiencias en la gobernanza global. El grupo incluye a líderes políticos como Fernando Henrique Cardoso, Felipe González, Gerhard Schröder, Gordon Brown, George Yeo, Pascal Lamy y Zheng Bijian. El consejo incluye además a destacados pensadores y varios premios Nobel, entre ellos Joseph Stiglitz, Michael Spence, Lawrence Summers y Francis Fukuyama, así como a líderes empresariales y relacionados con la tecnología, como Eric Schmidt, Jack Dorsey y Pierre Omidyar.
El Council for the Future of Europe, fue formado en 2011. En una declaración emitida en septiembre de 2011, el grupo defendía una Europa más fuerte e integrada, sugiriendo que su crisis económica sólo puede resolverse con una solución política. El grupo incluye a líderes políticos y pensadores, entre ellos Tony Blair, Gerhard Schröder, Felipe González, Jakob Kellenberger, Jean Pisani Ferry, Jacques Delors, Mario Monti y Robert Mundell.
Su proyecto en California, el Think Long Committee for California también tiene miembros provenientes de la industria y la política y cuenta tanto con demócratas como con republicanos, como George Schultz, Condoleezza Rice, Willie Brown, Gray Davis, Eric Schmidt, Eli Broad y Laura Tyson.
Berggruen estimula la investigación científica sobre la democracia y ha creado el premio Berggruen de Filosofía y Cultura para estimular a los pensadores comprometidos con el progreso humano.

### Instituto Berggruen campus
En 2017, Berggruen compró una faja de terreno de 450 acres en las Montañas de Santa Mónica con vista a Los Ángeles, con el fin de crear un Campus para Becarios de 137 mil pies cuadrados (12 700 m2). El campus acogerá los programas educacionales del Centro, a los académicos y becarios. Herzog & de Meuron y Gensler, de Los Ángeles, encabezarán al equipo de arquitectos diseñadores del campus. El campus, llamado Monteverdi, se construirá aproximadamente en un área de 22 acres de la propiedad total de 450 acres; y el 95% restante quedará como un espacio abierto protegido.

## Afiliaciones institucionales
Berggruen es miembro del Council on Foreign Relations, director de la junta del Consejo Pacífico de Políticas Internacionales, miembro del Foro iberoamericano, y miembro de la Comisión en Ética y Ciudadanía Mundial, presidida por el ex primer ministro del Reino Unido Gordon Brown. En 2013 fue nombrado el primer Miembro Honorario no residente del Centro de Estudios Europeos de Harvard,[19] y fue nombrado también miembro del Consejo Internacional de Asesores Brookings.

## Puntos de vista filosóficos

### Democracia
Las concepciones de Berggruen sobre la renovación de la democracia consideran una relación estable entre Estados Unidos y China, la participación sin populismo, el abordaje del cambio climático y la institución del “capital universal básico” para asegurar condiciones de vida adecuadas para todos independientemente de la situación laboral. Sus visiones sobre la democracia apelan a una cultura política inclusiva y al nacionalismo positivo. Berggruen declara: "La democracia realmente consiste en dar a los individuos un lugar en la sociedad, una voz —respeto, en cierto modo — e igualdad como seres humanos. También es un sistema. No es cada individuo por sí mismo; tiene que ser la sociedad en su conjunto.”

### Trabajos publicados
Nicolas Berggruen es autor de un libro sobre gobernanza política, Gobernanza inteligente para el siglo XXI: Una vía intermedia entre Occidente y Oriente, escrito junto a Nathan Gardels (Editorial Taurus, 2013). El argumento central del libro plantea que el populismo y el pensamiento a corto plazo han lastrado el progreso de las democracias occidentales, mientras que muchas naciones orientales autoritarias, como China en particular, se beneficiarían al reforzar sus sistemas meritocráticos con la legitimidad popular propia de los gobiernos occidentales. Publicado en inglés, este libro fue posteriormente traducido al español, portugués y otros idiomas. El Financial Times lo designó como uno de los “mejores libros de 2012”.
En 2019, Berggruen y Gardels publicaron un segundo libro, Renovar la Democracia: el Gobierno en la Era de la Globalización y el Capitalismo Digital. Los autores abogan por la reestructuración de los marcos de gobierno democráticos para garantizar unas condiciones de vida adecuadas para todos. Sostienen que en una época en la que los puestos de trabajo están siendo sustituidos por la tecnología, el empleo no debería determinar si las necesidades básicas de una persona están cubiertas. En este libro Berggruen dijo que cree en la importancia de que los gobernantes funcionen como servidores públicos para todos los ciudadanos y no como agentes políticos que luchan por el poder en el escenario electoral.

## Artes
El padre de Berggruen fue un influyente marchante de arte y coleccionista que dejó un legado como donante de varios museos. El hermano menor, Olivier Berggruen, es un curador e historiador de arte. Durante su estancia en New York a principios de las décadas del 80 y el 90, Berggruen mostró su avidez como coleccionista y comenzó a colectar obras de Warhol y Basquait.
Berggruen es el presidente de la junta del Museo Berggruen de Berlín, del Museo de Arte del Condado de Los Ángeles (LACMA por sus siglas en inglés), de los Consejos Internacionales de la Tate Gallery de Londres y del Museo de Arte Moderno de Nueva York. También es miembro de la Fundación Beyeler, del Consejo Internacional de la Serpentine Gallery y de la Junta Internacional de Asesores de Sotheby.
En estrecha colaboración con LACMA, Berggruen ha adquirido obras de arte para el museo, de artistas como Ed Ruscha, John Baldessari, Paul McCarthy, Mike Kelley, Charles Ray, Chris Burden, Bruce Nauman, Joseph Beuys, Gerhard Richter, Igmar Polke, Martin Kippenberger y Thomas Schütte. A Berggruen le interesa la arquitectura y ha colaborado en proyectos de desarrollo con Richard Meier, Shigeru Ban y David Adjaye.

## Filantropía
Berggruen se ha comprometido a donar la mayor parte de su fortuna a través del Fondo de Caridad de Nicolas Berggruen y se ha unido a The Giving Pledge, una campaña desarrollada por Bill Gates y Warren Buffett para fomentar que las personas más ricas del mundo se comprometan a donar la mayor parte de su dinero a causas benéficas.

## Sociedades y premios
Berggruen es miembro del Consejo de Relaciones Exteriores, Directivo en la Junta del Consejo del Pacífico en Política Internacional, es miembro del Grupo Helena y de la Comisión de Ética Global y Ciudadanía. En 2013 fue designado por el Centro Harvard de Estudios Europeos como el primer Académico no-residente. Fue designado como miembro del Consejo Asesor Internacional de la Institución Brookings y del Consejo Global de la Presidencia de la Universidad de Nueva York. En 2014 fue nombrado como miembro del Consejo de Liderazgo en el Centro para el Liderazgo Público de la Escuela Kennedy de Harvard, miembro del Consejo Asesor Global de la Universidad de Harvard y fideicomisario de la Sociedad de Asia. Es además miembro del Foro Económico Mundial.
Berggruen fue honrado por su alma mater, la Universidad Stern de Nueva York, en la Cena Honorífica de 2016 de la Sociedad de Donantes Haskins por su compromiso con el servicio público y empresarial. En 2018 recibió la Medalla de Honor Isla Ellis.

## Vida personal
Berggruen tiene un hermano menor, Olivier, así como dos hermanastros mayores: John Berggruen, propietario de una galería y Helen Berggruen, una artista. Berggruen tiene dos hijos, Olympia y Alexander, que nacieron de una donante de óvulos y dos madres subrogadas. En 2007, el padre de Nicolas, Heinz, falleció. Nicolas atribuye a su padre su impulso competitivo: "Lo que aprendí de mi padre [fue] la pasión y el enfoque... Valoraba más la calidad que la cantidad"